# Карл Август Зенфф
Карл Август Зенфф (нім. Karl August Senff, нар. 12 березня 1770, Крайпау, Королівство Пруссія — пом. 2 січня 1838, Дерпт, Російська імперія) — балтійсько-німецький художник, гравіювальник та вчитель. Професор малювання Дерптського університету.

## Біографія

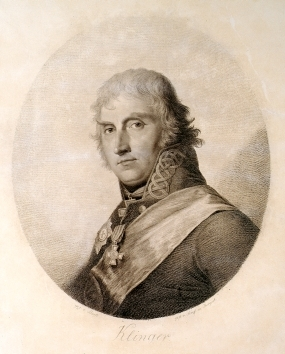
Гравюра Фрідріха Клінгера 1807 року

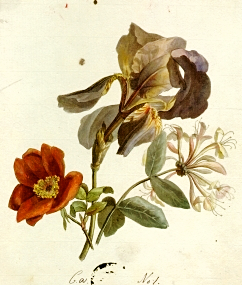
«Ірис, троянда та жимолость» з навчального буклета Зенффа, 1810

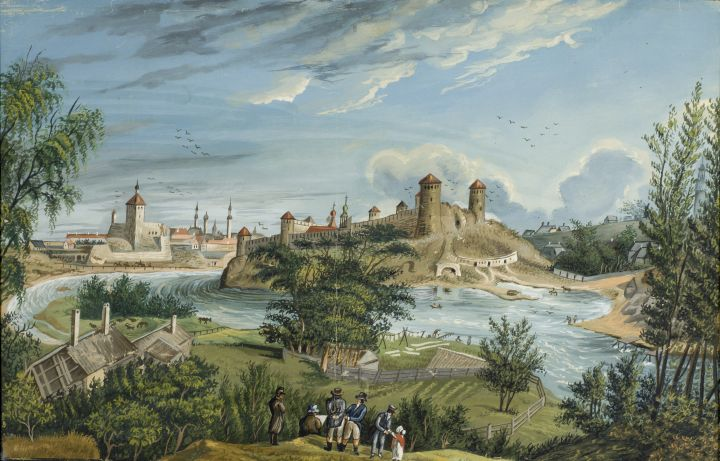
«Вид на Нарву», 1812

Зенфф народився в селі Крайпау, Королівство Пруссія, в родині протестантського теолога Карла Фрідріха Зенффа. Спочатку планував стати медиком, однак поступив на навчання до Ляйпцизької академії мистецтв в 1788 році. Вивчав живопис у художника, скульптора та гравіювальника Адама Фрідріха Езера. Езер не сприймав маньєризм в мистецтві та був прихильником реформ античних ліній. Як директор новоствореної академії він наполягав на строгій естетиці в мистецтві, що змішувалось з філософією Лютеранства. Цей підхід мав неабиякий вплив на Зенффа та став головним маніфестом у його житті та роботі.
1795 року, відчуваючи, що він досягнув максимум під керівництвом Езера, Зенфф переїжджає до Дрездену та поступає до Дрезденської художньої академії. Там він вчився у тих майстрів як Антон Графф та Крістіан Фогель.
Спочатку Зенфф спеціалізувався на написанні портретів, проте згодом його акцент змістився на гравіювання, так як останнє він бачив більш демократичною формою мистецтва. Саме тоді він вигравіював портрет Петра Вітгенштейна. До 1802 року Зенфф був вільним художником, а також постійно продовжував навчання. 1803 року почав працювати професором-асистентом Дерптського університету, де викладав живопис та гравіювання. 1818 року він очолив відділ, присвячений живопису в університеті та пропрацював там аж до своєї смерті 1838 року.
Протягом своє університетської кар'єри він розробив нову методологію викладання практичного мистецтва, яке було на той час вагомим і для інших наук, таких як біологія, фізика, інженерія та людська анатомія. Він склав підручник для студентів із семи частин зі зразками своїх гравюр та акварелів із описом технік до кожної з них. Три буклети були присвячені квітам, малюванню яких, як вважав Зенфф, були важливим кроком для всіх хто вивчав живопис. Він вимагав від студентів відточувати свою майстерність на пелюстках та листках, перш, ніж переходити до написання ландшафтів та портретів.

## Пам'ять
Кілька учнів Зенффа стали відомими художниками, як Август Клара, Август Шух та Август Матіас Гаґен.
Окрім покровительства і навчання молодих художників, Зенфф був також опікуном свого племінника Карла Кнорре. Зенфф влаштував його в університитет у віці п'ятнадцяти років, де він вчився у науковця Василя Струве, а 1827 року заснував Миколаївську астрономічну обсерваторію.